# Chega de Saudade
Chega de Saudade (укр. «Досить сумувати») — пісня Антоніу Карлуса Жобіна на слова Вінісіуса ді Морайса, вважається першим твором жанру босанова.
Найбільш відома у виконанні Жуана Жілберту спочатку на синглі Chega de Saudade / Bim Bom (липень 1958), згодом в альбомі Chega de Saudade (березень 1959).
«Chega de Saudade» у виконанні Жілберту посідає шосте місце у списку «100 найкращих бразильських пісень» (порт. «100 Maiores Músicas Brasileiras»), складеного 2009 року часописом Rolling Stone Brasil.
2000 року сингл Chega de Saudade / Bim Bom обрано до Зали слави Греммі.

## Історія створення
Мелодія «Chega de Saudade», створена Антоніу Карлусом Жобіном 1958 року, з'явилася на світ із примхи і не передбачала блискучого майбутнього. Одного разу, почувши, як служниця його матері співає за роботою  шорінью (порт. chorinho), він вирішив стоворити щось у цьому жанрі. За тиждень, у заміському будинку в Посу-Фунду, він написав композицію з трьох частин в стилі самба-кансан, але в дусі шорінью. Після повернення до Ріо-де-Жанейро Жобім запропонував пісню ді Морайсу і той за кілька днів написав текст. Згодом ді Морайс згадував, що вписати слова в мелодійну структуру «Chega de Saudade» було для нього одним з найскладніших поетичних завдань.
Пісня була вперше записана у квітні 1958 року некомерційним лейблом Festa для альбому Canção do amor demais з творів Жобіма та Вінісіуса ді Морайса у виконанні Елізет Кардозу. Реліз запису відбувся в травні того ж року. Дві пісні, «Chega de Saudade» і «Outra Vez», були виконані під гітарний акомпанемент Жуана Жілберту, участь якого навіть не була вказана у вихідних даних альбому. Альбом (і пісня «Chega de Saudade») лишився непоміченими музичною спільнотою. За кілька днів Жілберту знов запросили для запису пісні «Chega de saudade», цього разу з гуртом Os Cariocas для альбому O Melhor De…Os Cariocas.

## Успіх
В червні 1958 року Том Жобім за підтримки Дорівала Кайммі спромігся переконати художнього керівника студії Odeon Алоїзіу ді Олівейра випустити сингл Жілберту. Одной з двох пісень синглу була «Chega de Saudade», її надзвичайний успіх розпочався у Сан-Паулу, поширився на Ріо і, врешті, всю Бразилію. 2000 року цей сингл обрано до Зали слави Греммі.
1959 року Odeon зміцнив попередній успіх випуском повного сольного альбому Жуана Жілберту Chega de Saudade.

## Версії та виконавці
- Елізет Кардозу — Canção do amor demais (Festa, 1958)
- Os Cariocas — O Melhor De…Os Cariocas (Columbia Records, 1958)
- Жуан Жілберту — Chega de Saudade / Bim Bom (Odeon Records, 1958)
- Жуан Жілберту — Chega de saudade (Odeon Records, 1959)
- Стен Гетц — Big Band Bossa Nova (Verve Records, 1962)
- Квінсі Джонс — Big Band Bossa Nova (Mercury Records, 1962)
- Антоніу Карлус Жобін — The Composer of Desafinado Plays (Verve Records, 1963)
- Міна — Stessa spiaggia, stesso mare (Italdisc, 1963), текст італійською Джорджо Калабрезе
- Рей Чарлз — The Ray Charles Singers — Songs For Latin Lovers (Command, 1965), текст англійською Джона Гендрікса та Джессі Кавано
- Гері Бартон — The Time Machine (RCA Victor, 1966)
- Гері Бартон — Alone at Last (Atlantic, 1971)
- Токінью та Вінісіус ді Морайс — O Poeta e o Violão (RGE, 1975)
- Джо Гендерсон — Double Rainbow: the Music of Antonio Carlos Jobim  (Verve Records, 1994)
- Йо-Йо Ма — Obrigado Brazil (Sony Classical, 2003)
- Еліан Еліас — Bossa Nova Stories (EMI, 2008)